# University Avenue

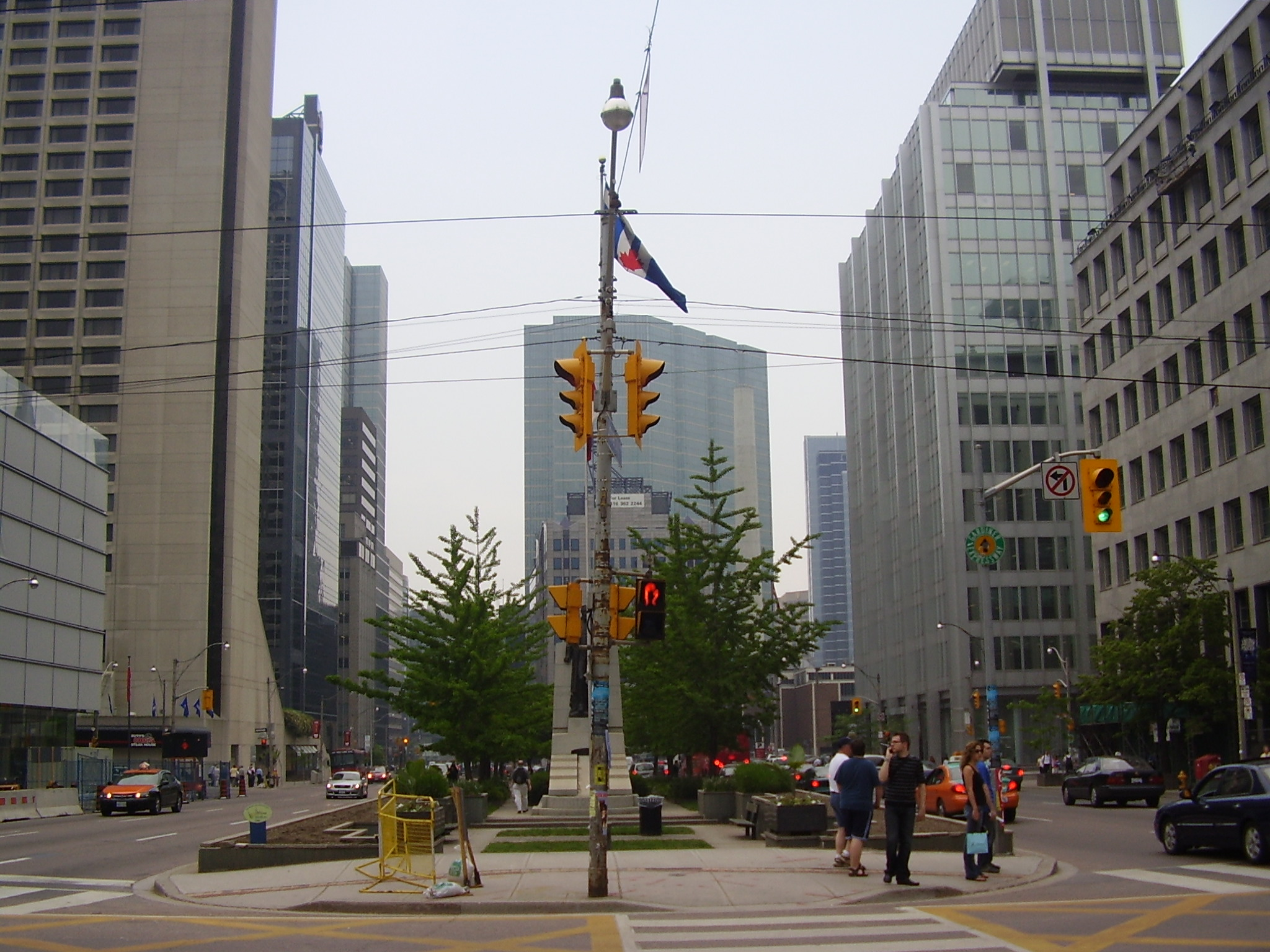
Vista do cruzamento da University Avenue com a Queen Street.

A University Avenue é uma avenida arterial norte-sul localizada em Toronto, Ontário, Canadá. A rua é uma das poucas vias públicas arteriais de Toronto que está dividida em duas vias distintas, com uma calçada no meio. É uma das vias públicas mais largas e movimentadas da cidade, apresentando quatro faixas por sentido (o comum na cidade é duas faixas por sentido), e apresentando um limite de velocidade de 60 quilômetros por hora (o normal é 50).
A University Avenue é considerada por muitos como a via pública de maior prestígio da cidade. A porção sul da rua abriga numerosos prédios de escritórios (tais como a sede do Citibank no Canadá), e pelo consulado dos Estados Unidos. A rua por si mesma é considerada uma atração turística da cidade, graças à decoração da calçada mediana, com grandes estátuas, bandeiras de diversos países e da cidade e fontes de água. A parte norte da rua abriga cinco grandes hospitais: Toronto General Hospital (o maior do país, e um dos maiores da América do Norte), o Mount Sinai Hospital, o Princess Margaret Hospital (famosa internacionalmente pelo seu tratamento e pesquisa contra o câncer), e o Hospital for Sick Children, hospital de renome internacional dedicado a crianças e adolescentes.
A University Avenue termina ao norte no cruzamento na College Street. A rua em si continua ao norte com o nome de Queen's Park's Circle, ao redor da Queen's Park, e após o parque, com o nome de Avenue Road. No sul, a rua possui fim no cruzamento com a Front Street, continuando rumo ao sul com o nome de York Street. Uma porção da linha Yonge-University-Spadina corre ao longo da University.